# Ricardo Ferrer
Ricardo Ferrer, cantante, compositor y productor musical.
Exceso de Dimensiones en 2008.

## Datos biográficos y personales
Por motivos de un Derrame Cerebral es operado en Barcelona, España ciudad en la que radicó por cinco años, y es por esta razón que decide regresar a México. 

## Historia
Ricardo Castañeda Ferrer, a temprana edad tiene la inquietud de hacer música, por lo que decide hacer una carrera musical. Para ello se traslada a ciudad de México D.F. Es ahí donde trabaja con el productor musical Ricardo Ochoa (del grupo Peace and Love, productor de Maná, el Tri, Kenny y los Eléctricos, etc...), Produce su primer material, el cual nunca fue editado.
Sin embargo su inquietud no para ahí, y decide trasladarse hacia Barcelona, España para realizar sus estudios de técnico de sonido, especializándose en grabación en estudio más un máster en producción musical.
Es en esta ciudad donde empieza su carrera como productor musical y se rodea de grandes figuras como  Phil Manzanera  (Roxy Music), Carlos Córdoba (Charly Chicago),  Manolo Aguilar y  Carlos Ann.
Su primer trabajo discográfico fue al lado del productor Carlos Córdoba (Charly Chicago), que acumula una larga trayectoria como productor. Entre sus créditos encontramos artistas como Enrique Bunbury, Jarabe de Palo, Carlos Ann, trabajando junto a productores como Howie B, (U2, Bjork) Joe Dworniak (Radio Futura, Duran Duran) Ryan Green (Offspring, Green Day) Phil Manzanera (Roxy Music), Felix Da Houscat, etc. Ambos fusionan como productores en el álbum This Is My Life de la artista Nadia. Firmado por la discográfica Blanco y Negro. 
Sus trabajos se extienden en diferentes facetas que emergen de la música,. En Moda es el responsable de la música en la Pasarela Gaudí para la firma española Cortana.
En el mundo de la Publicidad ha sido el encargado de crear la música para compañías como J&B Whiskey, Lóreal, Massimo Dutti, etc...
Con la firma Lóreal realizó una producción especial “Live Show” trabajando con el tenor Oscar Marín, que con su experiencia y reconocimiento ha compartido escenario junto a los más grandes, como la soprano Monserrat Caballé.
También ha dirigido eventos con compañías de música electrónica como lo es Ministry Of Sound en la isla de Ibiza.
Ha colaborado con Agencias de comunicación como Sofa Experience, donde la música es importante para ellos y tal es el caso que han pasado productores desde Sean Lennon, The Gallygows, Mundo Furnatore, Profesor Angel Dust entre otros. En los eventos de Nightology J&B, Chicks On Speed Live Show Barco Naumon Fura Dels Baus.
Su más reciente producción Exceso de Dimensiones forma parte de su primer trabajo en solitario como compositor, canta-autor y productor, donde contó con la colaboración del productor Carlos Córdoba (Charly Chicago), y es en este mismo disco donde conoce al exguitarrista de Héroes del Silencio Alan Boguslavsky y ahora tocan juntos en las presentaciones de la banda Ferrer.
Su primer video clip es dirigido por Alexandre Magno. Este director y coreógrafo es conocido por sus trabajos realizados junto a grandes figuras como Madonna, Britney Spears, Pussycat Dolls, etc.[cita requerida]
Producido por El Sr. Magno y La Guapa y talentosa Actriz y Productora Shaula Vega[cita requerida]
Contando con la participación del Sr. Alan Boguslavsky exguitarrista de Héroes del Silencio.

## Discografía

### Productor Musical
- Nadia This Is My Life (2005)

### Solista
- Exceso de Dimensiones (2008)

### VideoClips
- El Primer